# Administrations civilo-militaires
Les administrations civilo-militaires (en ukrainien : Військово-цивільні адміністрації (Viis'kovo-tsyvil'ni administratsii)) (ACM) sont un certain nombre d'unités gouvernementales locales temporaires qui sont concentrées sur les territoires des oblasts de Donetsk et de Louhansk dans l'est de l'Ukraine, en raison de la guerre du Donbass. Elles sont créées sous le couvert du Centre antiterroriste du Service de sécurité de l'Ukraine.

## Sphère juridique
Sur le plan judiciaire, le statut des administrations civilo-militaires a été créé par la loi de la Verkhovna Rada sur les administrations civilo-militaires du 3 février 2015 et signée par le président Petro Porochenko le 26 février 2015. La loi décrit leur organisation, leur compétence et leur ordre d'activités pour assurer la sécurité civile, créer les conditions de la normalisation de la vie, faire respecter l'état de droit, participer à la lutte contre les manifestations de sabotage et les actes de terrorisme, et prévenir une catastrophe humanitaire dans les territoires où une opération antiterroriste est menée. La loi stipule qu'elle expirera un an après la date de sa publication, bien que son autorité puisse être prolongée par le parlement sur la base d'une proposition du président de l'Ukraine. En outre, la loi expirera automatiquement dans le cas où la loi martiale est introduite dans le pays ou dans des territoires spécifiques, ou si un état de guerre est déclaré.

## Constitution des ACM
Les administrations civilo-militaires sont créées par le président dans les territoires où un gouvernement élu localement (tel que celui d'une municipalité, d'un conseil ou d' un conseil rural) ne peut pas exercer ou s'est retiré de la mise en œuvre de ses pouvoirs garantis par la Constitution . Ces administrations continueront d'exercer leur autorité jusqu'au jour de la prise de fonction des unités de gouvernement local respectives nouvellement élues. Dans le cas où une administration civilo-militaire est formée sur la base de celle d'une administration d'État d' oblast ou de raion, les administrations continueront à exercer leur autorité tant que l'opération antiterroriste est en cours.

## Liste des ACM
Le 3 mars 2015, le gouverneur de l'oblast de Donetsk Oleksandr Kikhtenko a annoncé la création de trois administrations civilo-militaires sur le territoire de l'oblast de Donetsk. Trois autres administrations civilo-militaires ont également été proposées par le gouverneur. Le 3 mars 2015, le président Porochenko a annoncé la création des administrations civilo-militaires suivantes : 
| 1er niveau (région) | 2e niveau (raïon)        | 3e niveau (villes et villages)                                               |
| ------------------- | ------------------------ | ---------------------------------------------------------------------------- |
| Oblast de Donetsk   | Raïon de Bakhmout        | Toretsk                                                                      |
| Oblast de Donetsk   | Raïon de Volnovakha      |                                                                              |
| Oblast de Donetsk   | Raïon de Marioupol       |                                                                              |
| Oblast de Donetsk   | Raïon de Pokrovsk        | Avdiivka, Krasnohorivka                                                      |
| Oblast de Donetsk   | Raïon de Kalmiouske      |                                                                              |
| Oblast de Louhansk  | Raïon de Sievierodonetsk | Villes de Sievierodonetsk, Lyssytchansk, Zolote et village de Katerynivka    |
| Oblast de Louhansk  | Raïon de Sievierodonetsk | Village de Krymske, Commune urbaine de Novotoshkivske et village de Zholobok |
| Oblast de Louhansk  | Raïon de Sievierodonetsk | Villages de Novozvanivka and Troitske                                        |
| Oblast de Louhansk  | Raïon de Chtchastia      | Chtchastia                                                                   |
| Oblast de Louhansk  | Raïon de Chtchastia      | Villages de Trokhizbenka, Kriakivka, Lobacheve, Lopaskyne, Orikhove-Donetske |